# IPhone 4s
El iPhone 4s es un teléfono inteligente de gama alta desarrollado por Apple. Es la continuación de la cuarta generación del iPhone, un dispositivo que combina una pantalla de 3,5 pulgadas, un teléfono móvil y diversas prestaciones. Su diseño exterior es el mismo que el del iPhone 4, pero tiene notables mejoras en el hardware que permitieron que este iPhone tuviera más actualizaciones de software que su predecesor. 
El iPhone 4s fue presentado en el evento "Hablemos del iPhone" el 4 de octubre de 2011 en Cupertino, California . Apple comenzó a recibir prepedidos del iPhone 4s el 7 de octubre de 2011 en siete países: Estados Unidos, Canadá, Australia, Reino Unido, Francia, Alemania y Japón, con fecha de entrega para 14 de octubre de 2011. Ese mismo día también saldría a la venta en esos países. El 28 de octubre fue lanzado en 22 países más de Europa, América y Asia; entre ellos Irlanda, y Singapur.
Fue la primera presentación de novedades de Apple con Tim Cook en lugar de Steve Jobs, que fallecería al día siguiente. Además de esta anécdota, en la presentación llamó la atención la gran importancia dada a la aplicación "Siri", un programa de reconocimiento de voz que acompañaría al iOS 5, así como la potenciación de los servicios basados en iCloud. Tim Cook reveló que la "s" era por el nuevo asistente virtual llamado Siri que incluía el nuevo teléfono inteligente.
En enero de 2018, Apple comenzó a firmar de nuevo la versión de iOS 6.1.3 en los dispositivos iPhone4S e iPad 2 (a excepción del modelo lanzado a mediados de 2012). De momento no se sabe si la firma de la versión se ha realizado de forma voluntaria o involuntaria, ni tampoco si la duración de la misma es de forma temporal o indefinida.

## Historia
Para muchos, la que entonces iba a ser la siguiente generación del iPhone se llamaría iPhone 5, pero después de que se anunciara el iPhone 4s, el nombre del nuevo teléfono decepcionó. Sin embargo, en mayo de 2011, algunas filtraciones daban una descripción bastante exacta del producto, incluyendo el nombre "iPhone 4s", el chip A5, la cámara, etc. Al final resultó que no hubo mínimas diferencias externas notorias entre el iPhone 4 y iPhone 4s: todos los cambios son internos. Sin embargo, es descrito como un salto "hacia delante en la innovación tecnológica y sofisticación". Fue el primer lanzamiento de producto de Tim Cook sin el cofundador de Apple, Steve Jobs, cuya salud se estaba deteriorando y murió el día después del anuncio del iPhone 4s.
La reacción inicial al anuncio de iPhone 4s fue en general favorable, haciéndose eco de los expertos de tecnología. Las acciones de Samsung Electronics, HTC y Nokia subieron el miércoles de la presentación del iPhone 4s, mientras que las de Apple bajaron drásticamente. Sin embargo, al final del día las acciones de Apple se recuperaron, terminando en un aumento del 4,25 %.
Con el lanzamiento de los pedidos anticipados, AT&T dijo que la demanda del iPhone 4s fue "extraordinaria". En las primeras 12 horas, a través de AT&T se solicitaron más de 400 000 pedidos. El 20 de octubre de 2011, AT&T superó el millón de activaciones Y Usuarios
El 10 de octubre, Apple anunció que se habían pedido anticipadamente más de un millón iPhone 4s en las primeras 24 horas de haberse habilitado esta modalidad, batiendo el récord anterior de 600 000 pedidos del iPhone 4. La espera de 16 meses entre el iPhone 4 y el iPhone 4s pudo haber contribuido a las grandes ventas.
El 17 de octubre de 2011, Apple anunció que en los primeros tres días de venta se vendieron cuatro millones de iPhone 4s. Phil Schiller, vicepresidente de Marketing de Apple, afirmó que el "iPhone 4s ha tenido un gran comienzo con más de cuatro millones de unidades vendidas en su primer fin de semana, la mayor cifra para un teléfono y más del doble del lanzamiento del iPhone 4 durante sus primeros tres días".

## Diseño

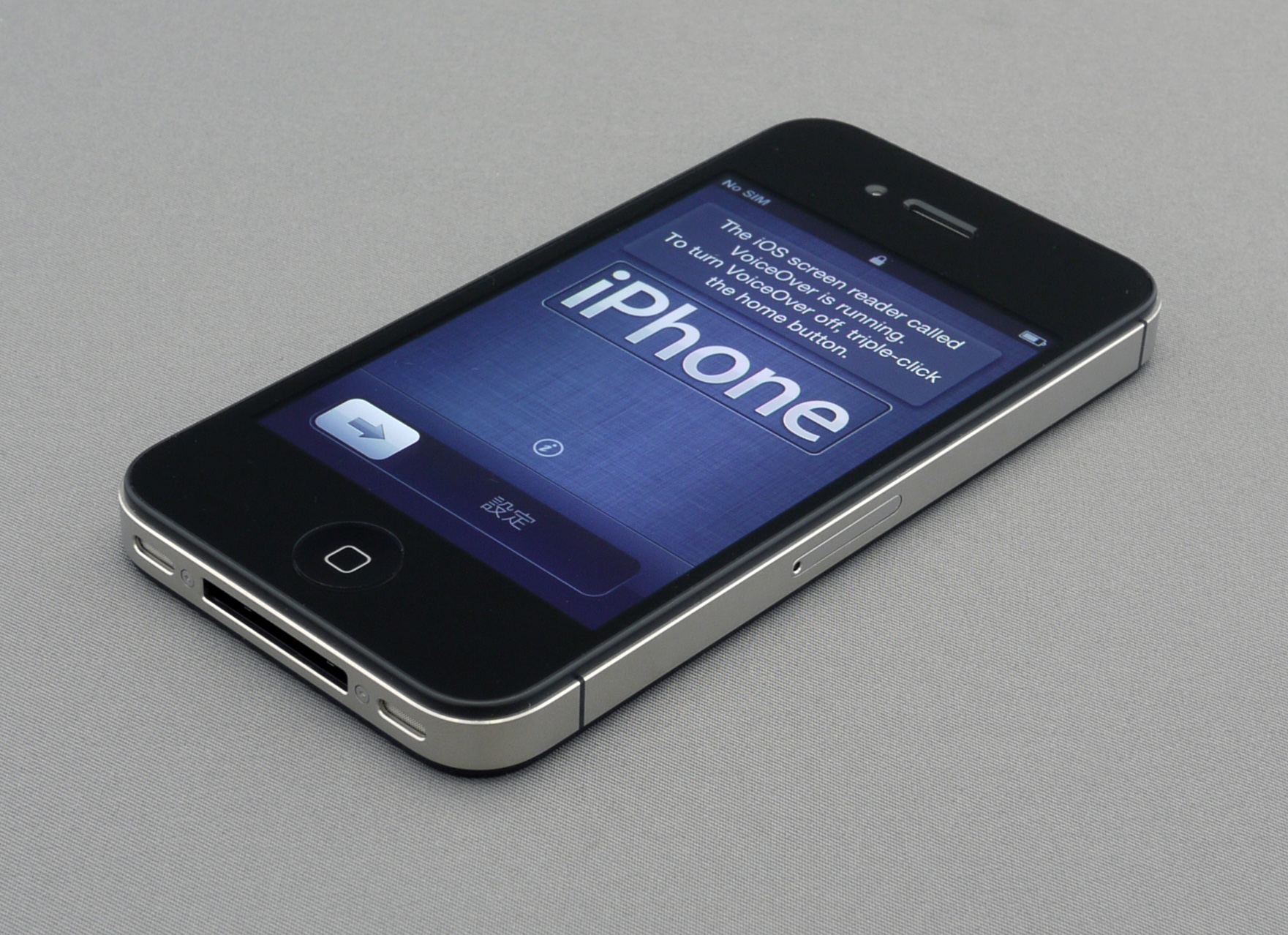
IPhone 4s

El iPhone 4s es principalmente una combinación de un ordenador de mano, un teléfono celular, GPS, cámara de vídeo y reproductor de música en un solo dispositivo, alimentado por una batería recargable de 1432mAh de polímeros de litio. 
Como todos los iPhone de la línea "s" de Apple, el 4s conserva el mismo diseño del iPhone 4, pero con unas pequeñas modificaciones externas, como la adición de una antena arriba del silenciador. La parte delantera y trasera son planas, la pantalla y cobertura trasera están hechas de cristal. Hay una cámara en la parte posterior y los laterales son de acero inoxidable con botones de metal. Se mantiene la pantalla de 3,5 pulgadas (8,89 cm) del iPhone pasado con el botón "Home" en la parte inferior. El iPhone 4s viene en dos colores, blanco y negro.

## Hardware
La mejora del exterior del iPhone 4s es Igual que en comparación con su predecesor, el iPhone 4. Apple dejó igual la antena para que la señal de celular pudiera elegir entre dos antenas, en función de lo que se esté enviando o recibiendo. En el iPhone 4, la antena formaba parte de la banda de acero inoxidable que envolvía los lados del teléfono, la cual se dividía en cuatro partes: celular, Bluetooth, GPS y Wi-Fi. Sin embargo, en el iPhone 4S, esta antena celular del iPhone se ha dividido en dos, permitiendo que se elija una u otra parte de ella, dependiendo de cómo se tome el teléfono con las manos. Así se corrije la antena defectuosa que afectaba a los iPhone 4 (problema popularmente conocido como el "Antenna Gate").

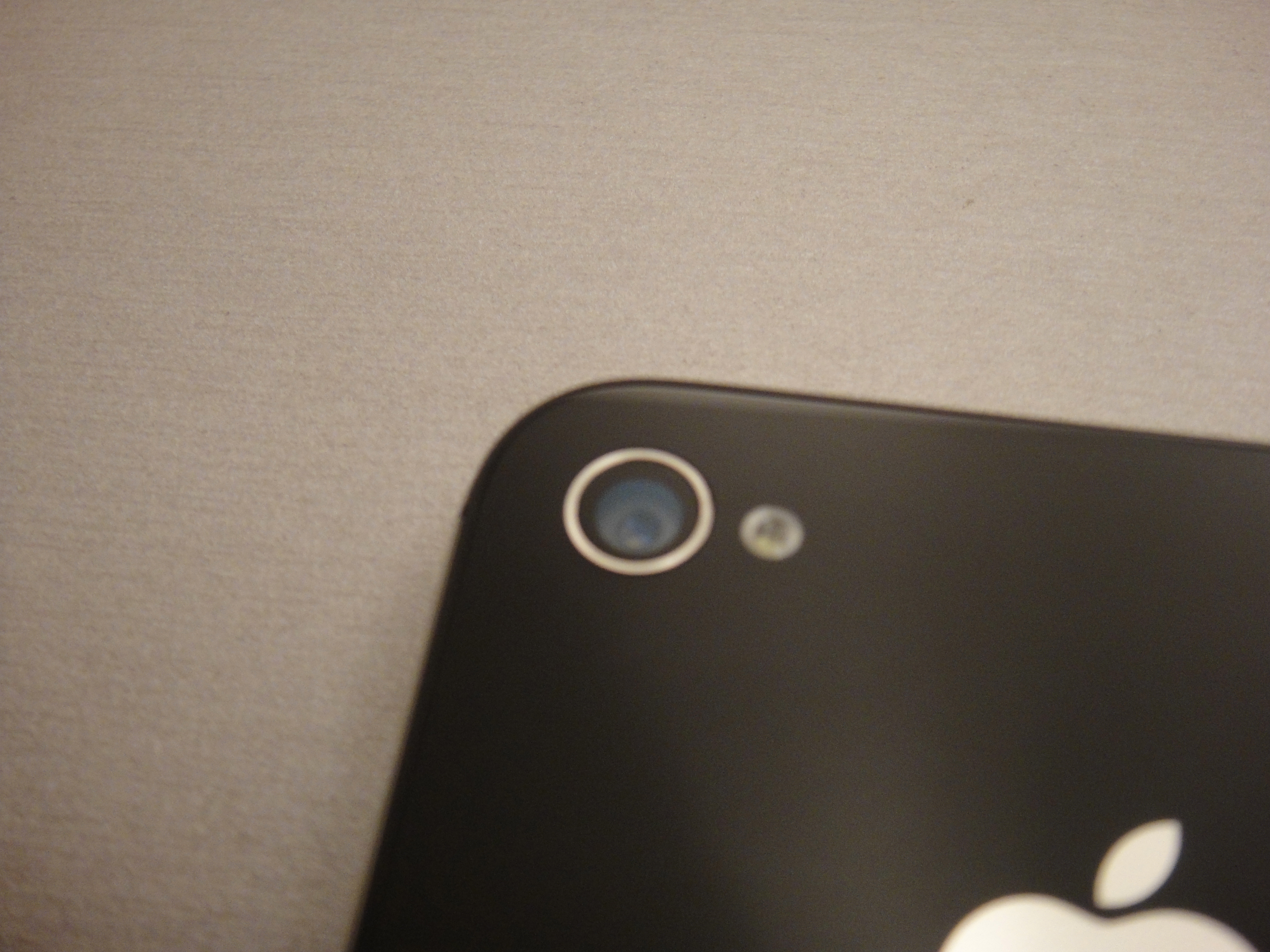
IPhone 4S cámara de 8MP

La cámara del iPhone 4s es capaz de disparar imágenes fijas de 8MP, es decir, 3264x2448 píxeles con una apertura mayor (f/2,4), que deja pasar más luz. La grabación de videos es a 1080p a treinta cuadros por segundo con calidad mejorada (30% más de claridad, equilibrio de un 26% más blanco y mejor precisión de color) y estabilizador de imagen, permitiendo mejorar la captura de videos cuando grabamos a pulso. Se puede acceder directamente a la cámara desde la pantalla de bloqueo y el botón de graduación de volumen se puede utilizar como disparador de la cámara. Otras características de la cámara son macro (para fotos de cerca) y que es más rápida para capturar imágenes, pudiendo tomar la primera foto en 1,1 segundos, y las siguientes en 0,5 segundos.
La batería del iPhone 4s dura 6 horas en espera (iPhone 4: 5 horas), 1 horas de conversación en 3G (iPhone 4: 8,4 horas), 1 horas de conversación en 2G,  1 horas navegando en 3G y 1 horas navegando en Wi-Fi. Sin embargo, varios informes de problemas indicarían que la duración es mucho menor. El tiempo de uso depende de la energía de la batería de litio-polímero en el interior del dispositivo. Se puede recargar mediante un puerto USB o un adaptador de corriente. La batería está incluida dentro del dispositivo y está diseñada para ser retirada solamente por expertos técnicos, no siendo removible por el usuario.
El iPhone 4s tiene el procesador de doble núcleo Apple A5, a diferencia del procesador Apple A4 utilizado en el iPhone 4, que era de un solo núcleo. Cuenta con 512 MB de RAM, al igual que su predecesor. El máximo de almacenamiento disponible aumentó a 64 GB. Sin embargo, se mantienen los modelos de 32, 16 y 8GB. La pantalla es la misma que el iPhone de la generación anterior: 3,5 pulgadas, 640×960 de resolución (en la línea "Retina Display" de Apple). La mejora en las aplicaciones multimedia interactivas era evidente en comparación con su predecesor.

## Características
El iPhone 4s utiliza el procesador A5 de Apple, un chip que utiliza la unidad de procesamiento gráfico PowerVR SGX de la empresa Imagination Technologies, con soporte OpenGL ES 2.0 y DirectX 8.1.4 Shader Model 4.1. El iPhone 4s utiliza un modelo de doble núcleo, el SGX543, que está integrado, también, en el SoC del iPad 2.
Apple afirma que el iPhone 4s puede procesar gráficos hasta "siete veces más rápido" que el iPhone 4. Lo corroboró el presidente de Epic Games, Mike Capps. En "Hablemos de iPhone", evento organizado por Apple el 4 de octubre de 2011, se mostró la secuela de Infinity Blade, Infinity Blade 2, en un iPhone 4s. Capps se jactó de que el juego utiliza el motor Unreal Engine 3 de Epic Games y cuenta con las mismas técnicas gráficas utilizadas en el juego Gears of War 3 de Xbox 360. La última semana de 2016 acepta el juego de Mario Run.
Los juegos en el iPhone 4s se han comparado a los de PlayStation Vita, que cuenta con la misma unidad SGX, solo que esta última cuenta con cuatro núcleos (en vez de dos como el iPhone 4s). Además, el iPhone 4s tiene capacidad para procesar 35 millones de polígonos por segundo (en cada núcleo), lo que ha provocado que se compare con la PlayStation 3 y la Xbox 360.
El iPhone 4s introduce un nuevo sistema automatizado de control por voz llamado "Siri", que permite al usuario dar comandos al iPhone, que puede hacer y responder. Por ejemplo, los comandos de iPhone, tales como "¿Qué tiempo va a haber Hoy?" va a generar una respuesta como "El tiempo va a ser Muy soleado y caluroso". Estos comandos pueden variar mucho y se pueden controlar casi todas las secciones del teléfono. Las órdenes dadas no tienen que ser específicas y se puede utilizar con el lenguaje natural. Se puede acceder a Siri manteniendo el botón de inicio pulsado durante 3 segundos o con la función de llevar el teléfono a la oreja.
Comenzó a operar en ocho idiomas: alemán, italiano, chino, coreano, francés, japonés, inglés (Australia, EE. UU. y Reino Unido), y español, este último incorporado con la reciente actualización del iOS a la versión 6.
El 11 de junio de 2012, durante la WWDC 2012, se anunció que Siri  tendrá soporte para restaurantes, deportes, mapas y compatibilidad con coches por medio de Bluetooth, todo ello con iOS 6.0
La última actualización de software compatible con el iPhone 4s es iOS 9.3.6, teniendo cinco años completos de soporte, siendo el tercer dispositivo iOS con mayor tiempo de soporte después del iPhone 5 y el iPad 2, segundo y primero, respectivamente.
El dispositivo es un teléfono universal y puede trabajar tanto en redes GSM como en redes CDMA. En 2G (GSM) puede soportar hasta 14 horas de conversación. Se puede descargar a una velocidad máxima de 14,4 Mbps en una red HSPA +. Sin embargo, en las redes CDMA se limita a 3,1 Mbps.

## Especificaciones iPhone 4s
- Colores: Negro y blanco.
- Almacenamiento: 16, 32 y 64 GB.
- Tamaño: 115,2 mm x 58,6 mm x 9,3 mm.
- Peso: 140 g.
- Chip: Apple A5.
- Tamaño de memoria RAM: 512 MB.
- Tamaño de la pantalla: 3,5" (89 mm).
- Resolución de la pantalla: 960x640 (Pantalla Retina)
- Cámara posterior: 8 megapíxeles con flash LED y grabación Full HD (Mejora de la óptica a diferencia del iPhone 4)
- Cámara frontal: 1,2 MP VGA para fotos y vídeos
- Batería: en llamada 14 h (2G), 8 h (3G), en Internet 9 h (Wi-Fi), 200 h en espera, 10 h de reproducción de vídeo, 40 h de reproducción de audio.
- Giroscopio de 3 ejes, acelerómetro, sensor de proximidad y luz ambiental, brújula digital.
- UMTS/HSDPA/HSUPA/(850, 900, 1900, 2100 MHz).
- Tecnologías GSM y CDMA con doble antena.
- WiFi 802.11b/g/n (802.11n sólo en 2,4GHz), Bluetooth 4.0, A-GPS.
- FaceTime y Siri.
- micro SIM